# Nephrotoma sachalina
Nephrotoma sachalina är en tvåvingeart som beskrevs av Alexander 1924. Nephrotoma sachalina ingår i släktet Nephrotoma och familjen storharkrankar. Inga underarter finns listade i Catalogue of Life.